# Tobruk (film, 2008)
Tobruk je česko-slovenský válečný film z roku 2008 režírovaný a produkovaný Václavem Marhoulem. Film navazuje v syrovosti výrazu na román Rudý odznak odvahy z roku 1895 autora Stephena Cranea a přibližuje osud československých vojáků během druhé světové války v Africe, především u Tobruku, přičemž konkrétní filmový příběh je smyšlený. V rámci odstranění patosu či klišé byli – i přes poměrně velký rozpočet – obsazeni ve své době méně známí herci. Film byl točen jak v Česku, tak v pouštích Tuniska. Herci před natáčením filmu absolvovali velmi tvrdé vojenské cvičení.
Film získal tři České lvy za rok 2008 v kategorii nejlepší kamera, hudba a zvuk. Film je distribuován také na DVD, přičemž sběratelská trojdisková edice obsahuje archivní materiály týkající se obléhání Tobruku, velitele pplk. Karla Klapálka apod. Vzhledem k tomu, že film byl – jako první český film – natočen v rozlišení 4K (viz Digital Cinema) dočká se i distribuce na Blu-ray discích.

## Děj
Děj Tobruku se snaží zachytit syrovou atmosféru války bez příkras a patosu na podzim roku 1941. Začíná se v egyptském výcvikovém táboře. Zde má divák možnost se seznámit se životem, společenstvím a problémy tehdejších vojáků z pohledu nováčka a idealisty vojína Jiřího Pospíchala (Jan Meduna). Spolu s Pospíchalem též přijíždí vojín Lieberman (Petr Vaněk), který je Žid a je na něm odkryt problém antisemitismu i na straně české. Další problém armády je ilustrován na desátníku Kohákovi (Robert Nebřenský), který je na jedné straně zkušený a v mnoha ohledech pro armádu nepostradatelný bývalý voják cizinecké legie, na druhé straně je to člověk, který se nebojí pragmaticky porušit některé mezinárodní smlouvy, jak je ukázáno ve scénách, kdy vytváří v té době již zakázané tříštivé střely a později na popravě italského zajatce (což obzvlášť v naivním a idealistickém Pospíchalovi vytváří morální konflikt a konfrontaci s peklem války v africké poušti).
Následně jsou vojáci jako zálohy 11. čs. pěšího praporu vysláni po moři do obleženého Tobruku v Libyi. Zde se hlavní hrdina setkává s problémy reálné války a nepřáteli neprodyšně uzavřené oblasti, která je dostupná pouze z moře. Od nutnosti pít slanou mořskou vodu, přes absurdní boj za kus poušti a její drsné podmínky až po nepřátelské útoky na zákopy. Zdůrazněn je neosobní rozměr války: zabíjení na dálku střelbou z pušek a kulometů nebo dělostřelbou. Po jednom takovém dělostřeleckém útoku se ocitne vojín Pospíchal v zákopu sám, bez munice, s protrženými ušními bubínky, kdy dezorientovaný dezertuje s dojmem dobytí držených pozic nepřítelem.
Při bezcílné cestě skrz poušť ho vyzvedne nákladní vůz převážející zraněné příslušníky jeho jednotky, dozví se, že jeho pozice nebyly dobyty a je svědkem smrti spolubojovníka a okradení jeho mrtvoly jiným příslušníkem jednotky. Poté se vrátí ke svému družstvu a po konfliktu s desátníkem Kohákem je pod jeho velením společně s Liebermanem vyslán na průzkum. Desátník je vážně zraněn a idealistický Pospíchal ho chce zachránit. Nejprve je Pospíchal raněn a poté vede krycí palbu za účelem odtažení desátníkova těla, při které však zahyne. Film končí básní Stephena Cranea V poušti.

## Obsazení
| Jan Meduna       | vojín Pospíchal |
| Petr Vaněk       | vojín Lieberman |
| Robert Nebřenský | desátník Kohák  |
| Kryštof Rímský   | vojín Kutina    |
| Michal Novotný   | vojín Růžička   |
| Martin Nahálka   | četař Borný     |
| Radim Fiala      | poručík Halík   |
| Matěj Hádek      | Zrzek           |
| Andrej Polák     | vojín Dunda     |
| Petr Stach       | vojín Dubálek   |
| Petr Lněnička    | vojín Sajda     |
| Matúš Krátky     | vojín Janický   |
| Petr Halberstadt | praporní lékař  |

## Ocenění
V roce 2009 byl Tobruk nominován na osm Českých lvů. Vítězné ceny přebral v kategoriích nejlepší kamera (Vladimír Smutný), nejlepší hudba (Richard Horowitz a Sussan Deyhim) a nejlepší zvuk (Pavel Rejholec a Jakub Čech).

## Speciální projekce
K výročí 70 let od vylodění československých vojáků v Libyi přichystalo pražské kino Světozor na den 24. října 2011 speciální projekci v rozlišení 4K.